# Pseudopoda hingstoni
Pseudopoda hingstoni är en spindelart som beskrevs av Jäger 200. Pseudopoda hingstoni ingår i släktet Pseudopoda och familjen jättekrabbspindlar. Inga underarter finns listade i Catalogue of Life.